# Kumanyefie Vallis
La Kumanyefie Vallis è una struttura geologica della superficie di Venere.